# 桜を見る会
桜を見る会 （さくらをみるかい）は、日本の内閣総理大臣主催で開催されていた公的行事である。1952年（昭和27年）から2019年（平成31年）まで、例年ヤエザクラが見頃となる4月中旬頃に新宿御苑で開催されていた。

## 概説
目的を「各界において功績、功労のあった方々を招き日頃の労苦を慰労するため」とし、皇族、元皇族、各国大使等、衆議院議長と参議院議長及び両院副議長、最高裁判所長官、国務大臣、副大臣及び大臣政務官、国会議員、認証官、事務次官等及び局長等の一部、都道府県の知事及び議会の議長等の一部、その他各界の代表者等、約1万人が招待される。招待客の参加費や新宿御苑の入園料は無料であり、費用は税金から拠出される。
2019年（令和元年）10月15日、安倍内閣は「内閣総理大臣が各界において功績、功労のあった方々を招き、日頃の御苦労を慰労するとともに、親しく懇談する内閣の公的行事として開催しているものであり、意義あるものと考えている」と閣議決定した答弁書を公開した。

## 運営

### 会場
新宿御苑において開催される。新宿御苑は日本さくら名所100選に選定されており、65種・約1300本の桜があり、春には花見の名所として大勢の観光客で賑わう。ソメイヨシノが見ごろを迎える3月下旬から4月上旬にかけても多くの来園者を迎えるが、一般財団法人国民公園協会ではイチヨウを御苑の桜の代表品種として位置付けており、イチヨウ等の多品種のヤエザクラが見ごろを迎える4月中旬から下旬を御苑の桜のベストシーズンとしている。桜を見る会もこの時期に開催されることが多い。
開催中の時間帯は招待客のみが入園できる。開催の可否は内閣官房長官が決定し、中止になった場合も、開催時間帯は招待客への開放のみ行われる。

### 招待客
本会の主催は内閣総理大臣であるが、招待客の選定は各府省庁からの意見を踏まえて内閣官房と内閣府が最終的にとりまとめる。案内状の発送は内閣府が一括し、必ず招待客一人ひとりに宛てて送付を行う。参加にあたってのドレスコードは平服となっている。

## 歴史
桜を見る会の前身として「観桜会」がある。この観桜会は1881年（明治14年）に吹上御所で「観桜御宴」が行われたのを前史とし、1883年（明治16年）から1916年（大正5年）までは浜離宮、1917年（大正6年）から1938年（昭和13年）までは新宿御苑に会場を移し、いずれも国際親善を目的として皇室主催で行われていた。
この観桜会を復活させる形で1952年（昭和27年）に当時首相の吉田茂が総理大臣主催の会として始めたのが「桜を見る会」である。開催地は観桜会と同じく新宿御苑となるが、同園は1947年（昭和22年）の閣議決定により旧皇室庭園から国民公園へと変更されている。また、桜を見る会が始まった翌年の1953年（昭和28年）には、戦前の観桜会や観菊会（現在の菊を観る会）に代わる皇室主催の社交界として園遊会が開始された。
1960年（昭和35年）は日米安保条約を巡る安保闘争が激化に至る直前の時期となっており中止された。
1970年（昭和45年）にはそれまでごく僅かであった自衛官の招待数を増やした。
1995年（平成7年）は阪神・淡路大震災を理由として中止された。
2000年（平成12年）には、当時首相の小渕恵三が同年4月2日に脳梗塞で入院したため、同月5日には森喜朗内閣が発足した。このため、同年の桜を見る会は後に当時首相の森が主催している。官邸サイトに掲載された当日の写真は参加者の黒服と黒傘が印象的である。
2011年（平成23年）は東日本大震災、2012年（平成24年）は北朝鮮の弾道ミサイル発射への対応を理由として中止された。
2019年（平成31年/令和元年）に開催状況への議論（桜を見る会問題）が起こる。同年11月、全般的な見直しを行うことと、それに伴う2020年度の開催中止が発表された。2020年（令和2年）6月15日、参院決算委員会では運営の見直しを求める「措置要求決議」を全会一致で可決した。
2020年（令和2年）9月16日、首相の菅義偉は、2021年（令和3年）以降の桜を見る会を中止すると表明した。

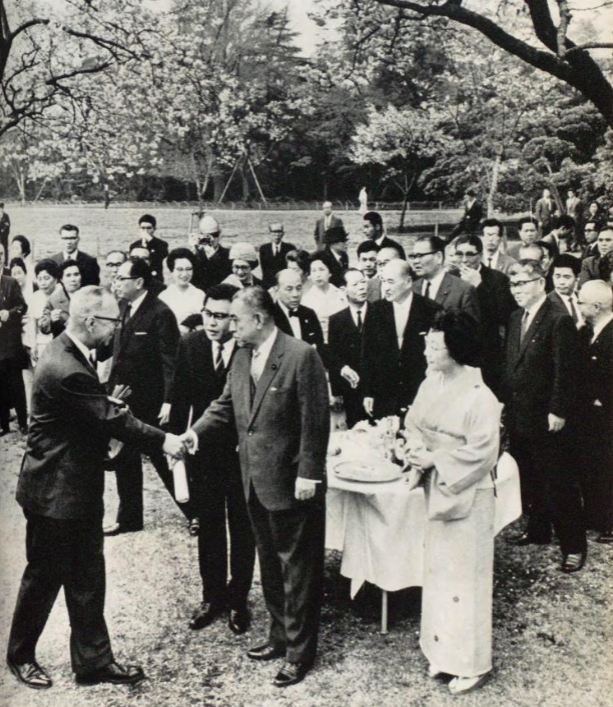
1967年、佐藤内閣時
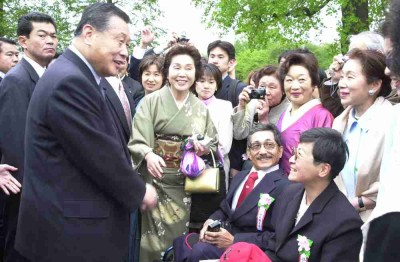
2001年、森喜朗内閣時
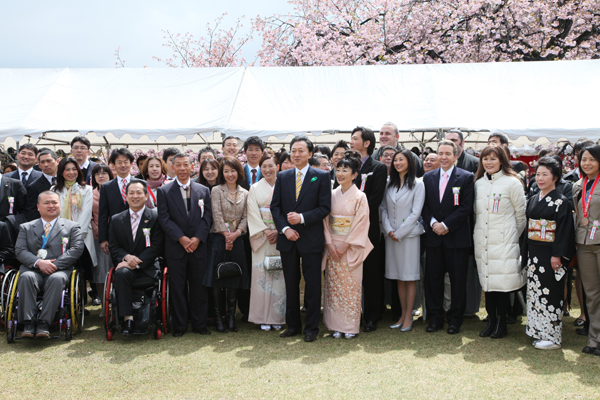
2010年、鳩山由紀夫内閣時

### 開催一覧
| 回次 | 開催日        | 首相       | 招待数    | 出席者数  | 予算額       | 支出額       |
| ---- | ------------- | ---------- | --------- | --------- | ------------ | ------------ |
| 1    | 1952年        | 吉田茂     |           |           |              |              |
|      | 1954年4月15日 | 吉田茂     | 約4,400人 |           | 約30万円     |              |
|      | 1955年4月16日 | 鳩山一郎   | 約4,400人 |           | 約30万円     |              |
|      | 1970年4月13日 | 佐藤栄作   |           |           |              |              |
|      | 1985年        | 中曽根康弘 | 約8,300人 |           |              |              |
|      | 1986年4月18日 | 中曽根康弘 | 約7,700人 |           |              |              |
| 45   | 1998年4月18日 | 橋本龍太郎 |           |           |              |              |
| 46   | 1999年4月17日 | 小渕恵三   |           |           |              |              |
| 47   | 2000年4月15日 | 森喜朗     |           | 約8500人  |              |              |
| 48   | 2001年4月21日 | 森喜朗     |           | 約8000人  |              |              |
| 49   | 2002年4月20日 | 小泉純一郎 |           | 約8000人  |              |              |
| 50   | 2003年4月19日 | 小泉純一郎 |           |           |              |              |
| 51   | 2004年4月17日 | 小泉純一郎 |           | 約8000人  |              |              |
| 52   | 2005年4月9日  | 小泉純一郎 |           | 約8700人  |              |              |
| 53   | 2006年4月15日 | 小泉純一郎 |           | 約11000人 |              |              |
| 54   | 2007年4月14日 | 安倍晋三   |           | 約11000人 |              |              |
| 55   | 2008年4月12日 | 福田康夫   |           | 約10000人 |              |              |
| 56   | 2009年4月18日 | 麻生太郎   |           | 約11000人 |              |              |
| 57   | 2010年4月17日 | 鳩山由紀夫 |           | 約10000人 |              |              |
| 58   | 2013年4月20日 | 安倍晋三   |           | 約12000人 | 1718万円     |              |
| 59   | 2014年4月12日 | 安倍晋三   | 約12800   | 約14000人 | 1766万6000円 | 3005万3000円 |
| 60   | 2015年4月18日 | 安倍晋三   | 約13600   | 約15000人 | 1766万6000円 | 3841万7000円 |
| 61   | 2016年4月9日  | 安倍晋三   | 約13600   | 約16000人 | 1766万6000円 | 4639万1000円 |
| 62   | 2017年4月15日 | 安倍晋三   | 約13900   | 約16500人 | 1766万6000円 | 4725万円     |
| 63   | 2018年4月21日 | 安倍晋三   | 約15900   | 約17500人 | 1766万6000円 | 5229万円     |
| 64   | 2019年4月13日 | 安倍晋三   | 約15400   | 約18200人 | 1766万円     | 5518万7000円 |

## 批判
2014年以降の招待数と支出金額の急増や、招待基準の不透明さについて、立憲民主党、共産党、れいわ新選組を中心とする野党勢力やその支持層、加えて与党自民党内からも批判が出ている。